# Sechstagerennen von Rotterdam

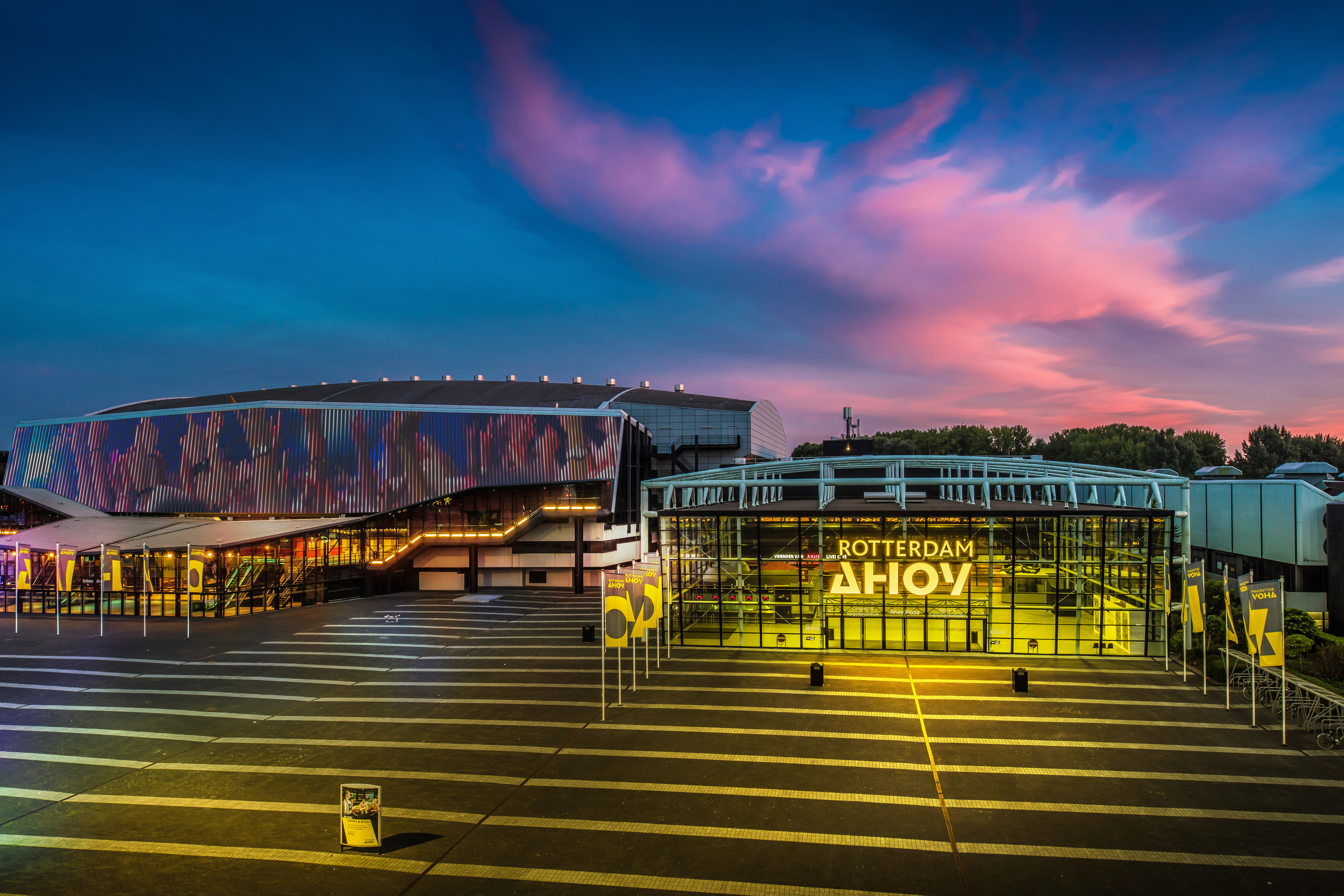
Der heutige Austragungsort des Sechstagerennens: Das Ahoy in Rotterdam.

Das Sechstagerennen von Rotterdam (Zesdaagse van Rotterdam) wurde erstmals im November 1936 ausgetragen. Seitdem fand es 36-mal statt (Stand 2018). Rekordsieger ist der Niederländer René Pijnen mit zehn Siegen, gefolgt von dem Australier Danny Clark mit sieben Siegen.
Nachdem in Amsterdam seit 1932 schon vier Sechstagerennen stattgefunden hatten, beschlossen die dortigen Veranstalter P. Dupont und F. Grolms, ein solches Rennen auch in Rotterdam auszurichten. Zu diesem Zweck wurde die Amsterdamer 166-Meter-Radrennbahn ausgebaut und die in Nenijtohal eingebaut, ein Überbleibsel der Nederlandsche Nijverheids Tentoonstelling im Jahre 1928. Den Startschuss gab die dreifache Schwimm-Olympiasiegerin im Schwimmen, Rie Mastenbroek. Das Rennen war ein Erfolg, so dass man schon wenige Monate später, im Februar 1937 eine zweite Auflage wagte, die jedoch zu einem finanziellen Debakel geriet, so dass man, auch angesichts der sich zuspitzenden politischen und wirtschaftlichen Situation, auf weitere verzichtete.
Erst 31 Jahre später, 1968, wurde das Rotterdamer Sechstagerennen wiederbelebt. Es fand zunächst in der Energiehal, einer Nebenhalle des alten Ahoy statt, auf einer mobilen 156-Meter-Bahn, die aus England gemietet wurde, ab 1971 in der neu aufgebauten Ahoy-Halle. Auf dieser Bahn wurden dort die Sechstagerennen in Wembley ausgetragen. Erste Sieger waren Peter Post und Patrick Sercu. Nach 1988 wurde mit der Austragung erneut pausiert, und 16 Jahre später, 2005, wurde das Rennen erneut veranstaltet. Bis 2015 war Sercu der Sportliche Leiter des Rennens, dann übernahm Michael Zijlaard, der von dem ehemaligen Fahrer Peter Schep assistiert wird. Das Rennen findet in der Ahoy-Veranstaltungshalle statt.

## Siegerliste

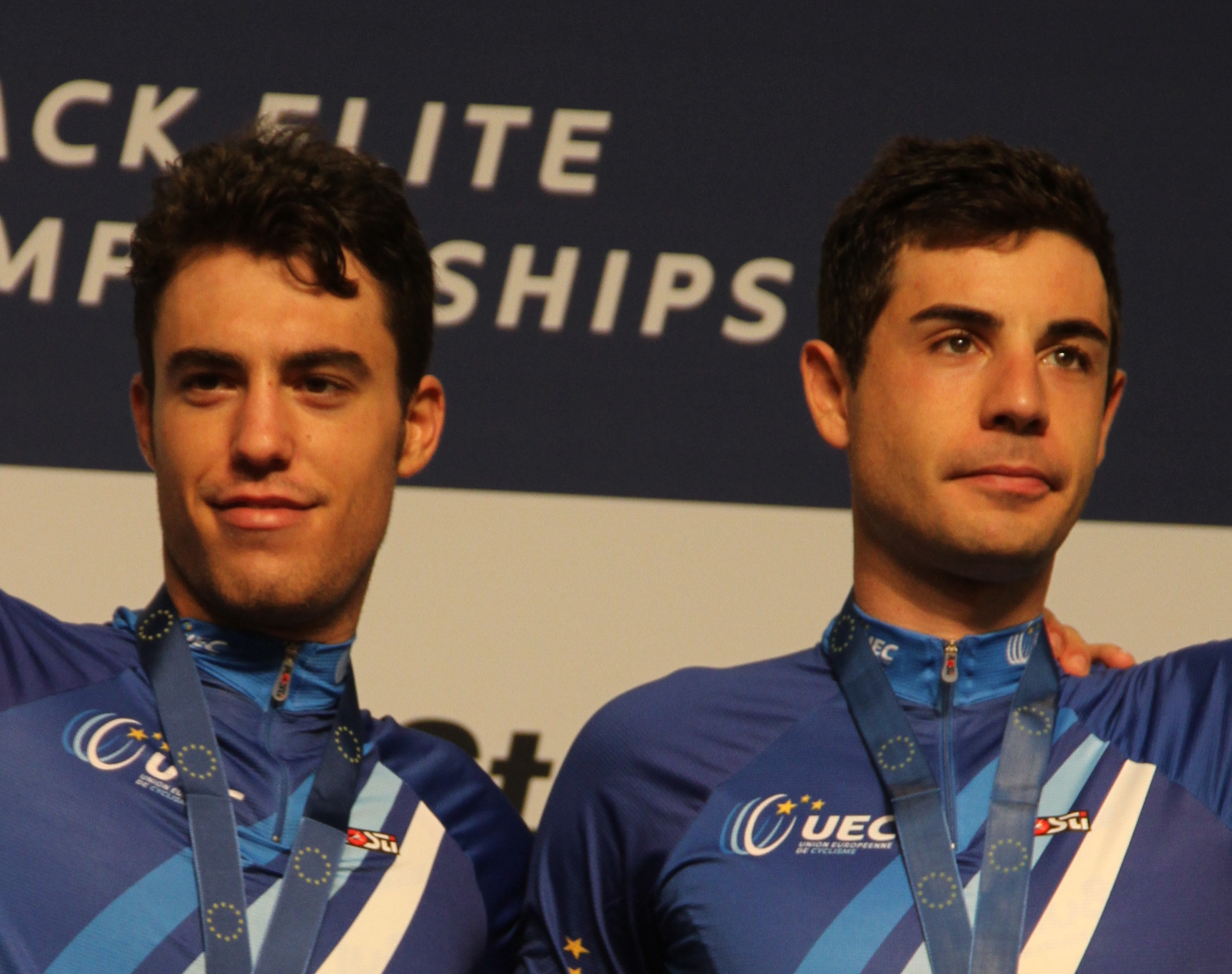
Die Spanier Sebastián Mora (r.) und Albert Torres (hier bei den Bahn-Europameisterschaften 2015) gewannen die Austragung 2016.

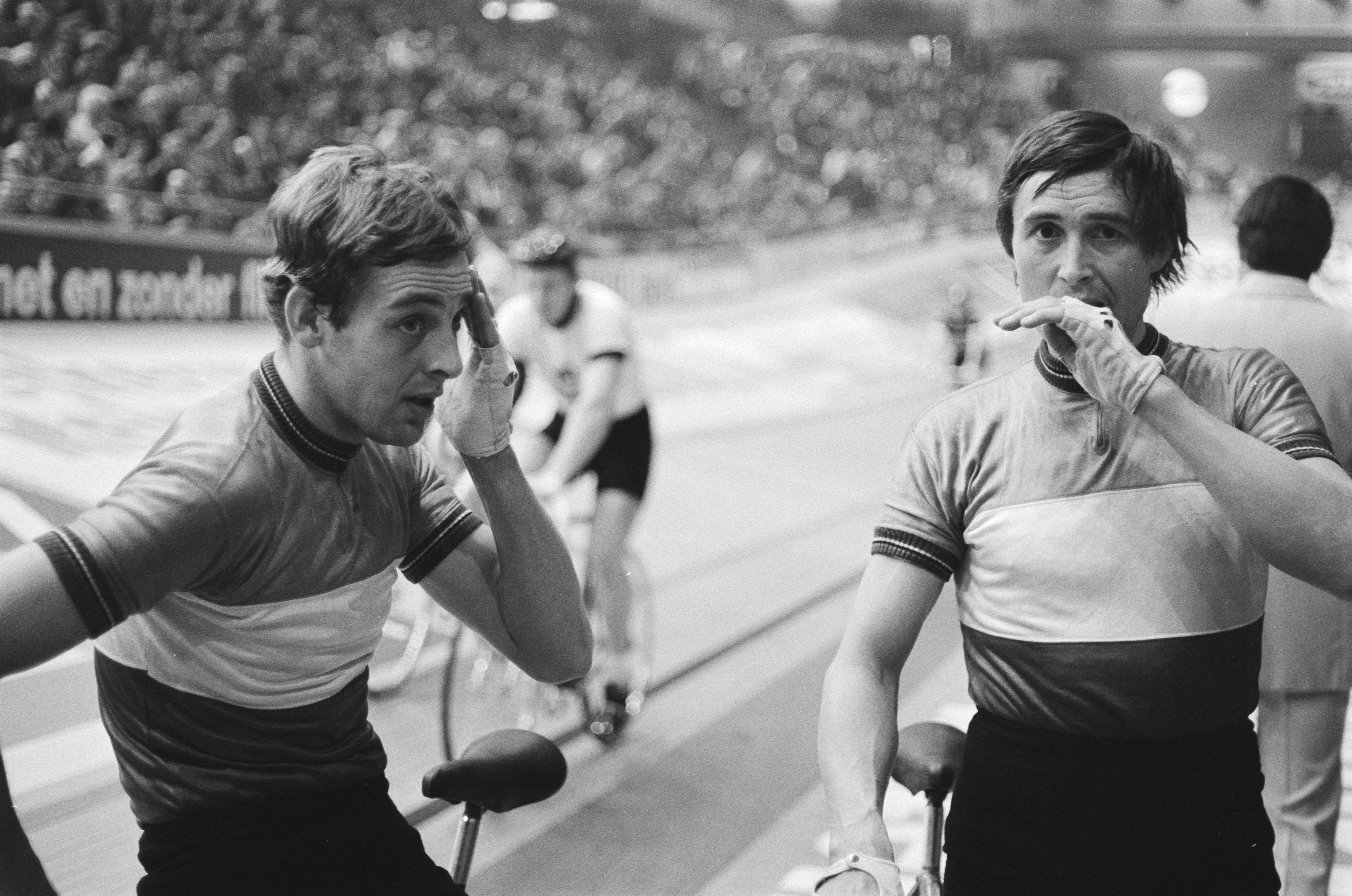
Die Fahrer Roy Schuiten (l.) und Gerben Karstens bei der Austragung 1978

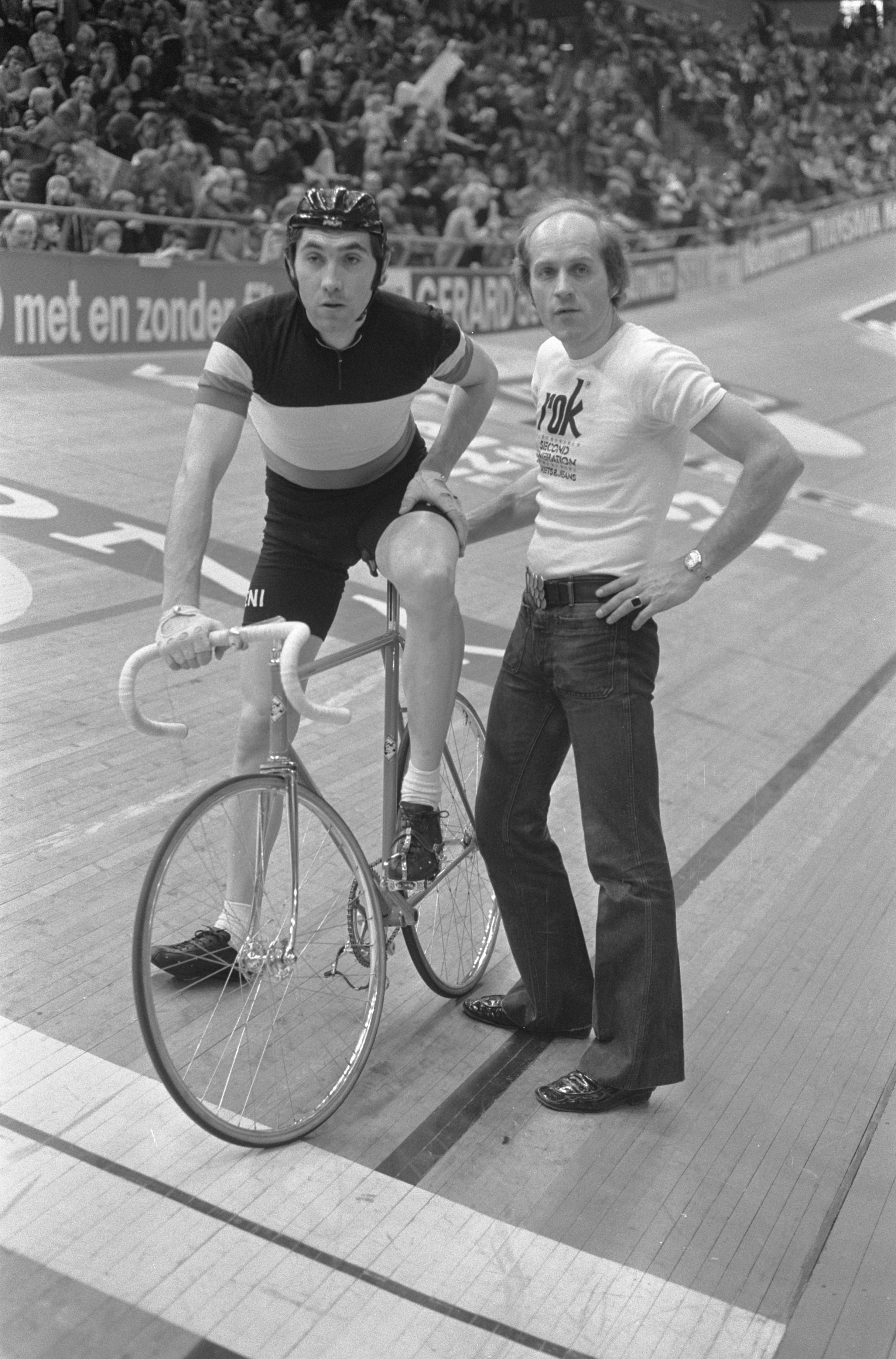
Eddy Merckx bei den Sechstagerennen von Rotterdam 1974

| Jahr | Ausgabe | Mannschaft            | Mannschaft      |
| ---- | ------- | --------------------- | --------------- |
| 2020 | 38      | Yoeri Havik           | Wim Stroetinga  |
| 2019 | 37      | Thomas Boudat         | Niki Terpstra   |
| 2018 | 36      | Kenny De Ketele       | Moreno De Pauw  |
| 2017 | 35      | Christian Grasmann    | Roger Kluge     |
| 2016 | 34      | Sebastián Mora        | Albert Torres   |
| 2015 | 33      | Iljo Keisse           | Niki Terpstra   |
| 2014 | 32      | Iljo Keisse           | Niki Terpstra   |
| 2013 | 31      | Iljo Keisse           | Niki Terpstra   |
| 2012 | 30      | Peter Schep           | Wim Stroetinga  |
| 2011 | 29      | Danny Stam            | Léon van Bon    |
| 2010 | 28      | Danny Stam            | Iljo Keisse     |
| 2009 | 27      | Peter Schep           | Joan Llaneras   |
| 2008 | 26      | Danny Stam            | Leif Lampater   |
| 2007 | 25      | Robert Bartko         | Iljo Keisse     |
| 2006 | 24      | Danny Stam            | Robert Slippens |
| 2005 | 23      | Danny Stam            | Robert Slippens |
| 1988 | 22      | Tony Doyle            | Danny Clark     |
| 1987 | 21      | Pierangelo Bincoletto | Danny Clark     |
| 1986 | 20      | Francesco Moser       | Danny Clark     |
| 1985 | 19      | René Pijnen           | Danny Clark     |
| 1984 | 18      | René Pijnen           | Urs Freuler     |
| 1983 | 17      | René Pijnen           | Patrick Sercu   |
| 1982 | 16      | René Pijnen           | Patrick Sercu   |
| 1981 | 15      | Donald Allan          | Danny Clark     |
| 1980 | 14      | René Pijnen           | Jan Raas        |
| 1979 | 13      | Albert Fritz          | Patrick Sercu   |
| 1978 | 12      | René Pijnen           | Danny Clark     |
| 1977 | 11      | René Pijnen           | Danny Clark     |
| 1976 | 10      | Eddy Merckx           | Patrick Sercu   |
| 1975 | 9       | Gerben Karstens       | Leo Duyndam     |
| 1974 | 8       | René Pijnen           | Leo Duyndam     |
| 1973 | 7       | René Pijnen           | Leo Duyndam     |
| 1972 | 6       | René Pijnen           | Leo Duyndam     |
| 1971 | 5       | Peter Post            | Patrick Sercu   |
| 1969 | 4       | Peter Post            | Romain De Loof  |
| 1968 | 3       | Peter Post            | Patrick Sercu   |
| 1937 | 2       | Albert Buysse         | Albert Billiet  |
| 1936 | 1       | Jan Pijnenburg        | Cor Wals        |